# سيركان يلدريم
سيركان يلدريم (بالتركية: Sercan Yıldırım)‏ (مواليد 5 أبريل 1990 في عثمان غازي) لاعب كرة قدم تركي دولي يجيد اللعب في خط الهجوم . يلعب حاليا لصالح نادي بورصاسبور التركي منذ 2006 .

## روابط خارجية
- سيركان يلدريم على موقع الاتحاد الدولي (مؤرشف)  (الإنجليزية)
- سيركان يلدريم على موقع الاتحاد الأوربي (الإنجليزية)
- سيركان يلدريم على موقع اتحاد تركيا (لاعب) (الإنجليزية)
- سيركان يلدريم على موقع قاعدة بيانات كرة القدم.إي يو (الإنجليزية)
- سيركان يلدريم على موقع ناشيونال فوتبول تيمز (الإنجليزية)
- سيركان يلدريم على موقع Soccerway.com (الإنجليزية)
- سيركان يلدريم على موقع عالم كرة القدم.نت (الإنجليزية)
- سيركان يلدريم على موقع AS.com (الإسبانية)